# 范黃三郎
范黃三郎（1942年2月14日—2014年6月2日），越南足球運動員，司職中場，為前南越國家足球隊隊員，西貢港足球會及越南國家足球隊前主教練，他被認為是越南及亞洲足球史上傑出的中場之一。
范黃三郎在1942年2月14日出生於法屬印度支那鵝貢省，他的父親是反對法國殖民統治的烈士，於1945年去世。
學生時期曾為張永記高中校際足球隊成員。
1957年，年僅15歲加入堤岸之星。
1960年，年僅18歲被召入南越國家足球隊。他很快在球隊中獲得一席之地，並逐漸開始擔任隊長一職。
1966年，擔任南越國家足球隊隊長，並贏得同年默迪卡盃冠軍。
1967年隨南越國家足球隊到香港出戰1968年亞洲盃外圍賽中區預賽對香港、泰國、馬來西亞及新加坡的賽事，並在同年東南亞半島運動會足球比賽中贏得銀牌。
1993年加入越南共產黨。
2014年6月2日，因中風在越南胡志明市大水鑊醫院去世，享年72歲。